# Alighieri

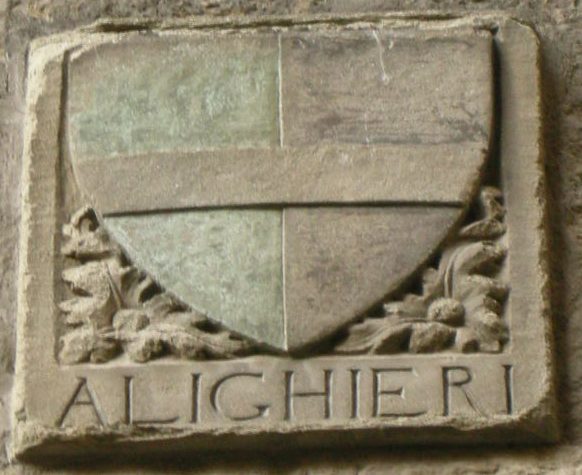
Primo tipo di stemma Alighieri: partito d'oro e di nero, alla fascia attraversante d'argento.

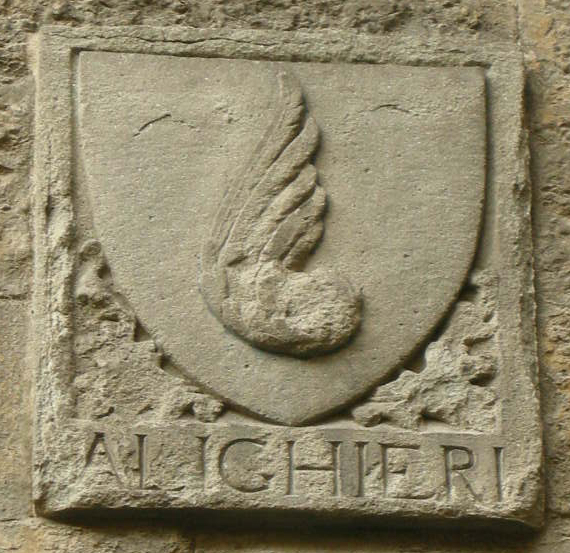
Secondo tipo di stemma Alighieri: d'azzurro, al semivolo levato d'oro.

Gli Alighieri furono una famiglia fiorentina parte della potente élite che governava nel medioevo la Repubblica di Firenze, che acquisì il cavalierato attorno al XII secolo tramite il crociato Cacciaguida degli Elisei, e che ricoprì un ruolo significativo negli ambiti finanziari e industriali.

## Storia familiare
Le notizie sull'origine della casata ci sono essenzialmente note grazie al racconto di Cacciaguida, un trisavolo di Dante protagonista di tre canti del Paradiso.  Gli Alighieri, che avevano come simbolo uno scudo partito di rosso ed azzurro con una fascia centrale d'argento, ebbero origine da un ramo della nobilissima e potente famiglia degli Elisei. Da Adamo Elisei nacque Cacciaguida, che, sposatosi con una Aldighieri di Ferrara, ne ebbe alcuni figli tra cui Aldighiero, capostipite della casata.
Figlio di Aldighiero fu Bellincione, che stabilì la sua residenza nel popolo di San Martino al Vescovo e da cui nacque Alighiero, giudice che non disdegnò di arricchirsi con l'usura, divenendo piccolo proprietario terriero. Alighiero si sposò due volte, prima con Bella degli Abati, da cui ebbe Gaetana, detta Tana, (poi sposa del banchiere Lapo Riccomanni), Ravenna (sposata a Leone Poggi) e infine  Dante; e poi con Lapa Cialuffi, da cui ebbe Francesco.
Dante, primogenito maschio della casata, si sposò con Gemma Donati, da cui ebbe Jacopo, Pietro e Antonia (la futura Suor Beatrice). Il figlio Giovanni, la cui esistenza è stata scoperta nel 1921 da Renato Piattoli, dovrebbe essere frutto di una relazione prematrimoniale, come credeva lo stesso Piattoli, non essendo Giovanni citato da nessuno degli antichi biografi di Dante.
A Firenze gli Alighieri vivevano tra la Badia Fiorentina e San Martino al Vescovo, a pochi passi dalla chiesa di Santa Margherita de' Cerchi, dove il poeta avrebbe incontrato per la prima volta Beatrice Portinari. Questo luogo fu individuato nell'Ottocento nella Torre dei Giuochi, che venne restaurata e che oggi ospita il museo della Casa di Dante. In realtà si pensa che le case degli Alighieri si trovassero a poca distanza, sull'attuale via dei Magazzini, dove oggi esiste un grande edificio occupato dal tribunale. La famiglia di Dante seguì il capofamiglia nell'esilio dal 1302 e la discendenza fu poi assicurata da Pietro, stabilitosi a Verona dopo la morte del padre, avvenuta nel 1321.
La famiglia Alighieri si estinse a Verona nel 1558 con Francesco di Dante. La cappella funebre degli ultimi discendenti si trova nel transetto della chiesa di San Fermo Maggiore. La successione fu affidata ai conti di Serego, con cui si era imparentata l'ultima esponente della casata di origine fiorentina. La casata tuttora sopravvive con i conti Serego Alighieri (proprietari di Villa Serego Alighieri di Gargagnago).

## Sul titolo di famiglia nobiliare
Alessandro Barbero ci fa notare, nel suo Dante (capitolo 3.4), che la famiglia Alighieri, seppur avesse un certo prestigio, non aveva i privilegi giuridici per essere definita nobiliare (né aveva particolare rilievo sociale). Tuttavia, la famiglia era riconosciuta giuridicamente attraverso il cognome Alighieri, e pertanto non era neppure una qualsiasi famigliola popolana. La famiglia era infatti di diretta derivazione dalla potente e nobile famiglia degli Elisei, ed aveva anche un suo stemma. Dante fu persino cavaliere assieme ai nobili, e assieme ai nobili venne colpito dagli Ordinamenti di giustizia. Per questo, gli Alighieri vengono talvolta considerati una famiglia della piccola nobiltà, come sostenne, ad esempio, Michele Barbi (lo si legge nella sua voce su Dante curata per Treccani). Volendola definire piccola nobiltà, però, perderemmo la definizione della nobiltà come classe sociale (definita come classe di individui dotata anche di privilegi giuridici), e sarebbe quindi opportuno parlare di quasi-nobiltà.

## Tavola genealogica della famiglia Alighieri
|                   |                   |                      |                      |                    |                    |                                                             |                                                             |                    |                    |                                                      |                                                      |                                                           |                                                          |                                             |                                               |                                               | | |                     |                               |                               |                         |                                                                              |                                                                              |                    |                                                         |                                                         |                       |                       |                     |                     |                        |                        |
|                   |                   |                      |                      |                    |                    |                                                             |                                                             |                    |                    |                                                      |                                                      |                                                           |                                                          |                                             |                                               |                                               | Cacciaguida degli Elisei *1091 †~1148 ⚭ ? Aldighieri *? †?                                          | |                     |                               |                               |                         |                                                                              |                                                                              |                    |                                                         |                                                         |                       |                       |                     |                     |                        |                        |
|                   |                   |                      |                      |                    |                    |                                                             |                                                             |                    |                    |                                                      |                                                      |                                                           |                                                          |                                             |                                               |                                               | | |                     |                               |                               |                         |                                                                              |                                                                              |                    |                                                         |                                                         |                       |                       |                     |                     |                        |                        |
|                   |                   |                      |                      |                    |                    |                                                             |                                                             |                    |                    |                                                      |                                                      |                                                           |                                                          |                                             |                                               |                                               | | |                     |                               |                               |                         |                                                                              |                                                                              |                    |                                                         |                                                         |                       |                       |                     |                     |                        |                        |
|                   |                   |                      |                      |                    |                    |                                                             |                                                             |                    |                    |                                                      | Preitenitto fl. 1189                                 | Preitenitto fl. 1189                                      |                                                          |                                             |                                               |                                               | | |                     |                               |                               |                         | Alighiero I * ante 1189 † post 1201 ⚭ Aldighiera Berti de' Ravignani ? *? †? | Alighiero I * ante 1189 † post 1201 ⚭ Aldighiera Berti de' Ravignani ? *? †? |                    |                                                         |                                                         |                       |                       |                     |                     |                        |                        |
|                   |                   |                      |                      |                    |                    |                                                             |                                                             |                    |                    |                                                      |                                                      |                                                           |                                                          |                                             |                                               |                                               | | |                     |                               |                               |                         |                                                                              |                                                                              |                    |                                                         |                                                         |                       |                       |                     |                     |                        |                        |
|                   |                   |                      |                      |                    |                    |                                                             |                                                             |                    |                    |                                                      |                                                      |                                                           |                                                          |                                             |                                               |                                               | | |                     |                               |                               |                         |                                                                              |                                                                              |                    |                                                         |                                                         |                       |                       |                     |                     |                        |                        |
|                   |                   |                      |                      |                    |                    |                                                             |                                                             |                    |                    |                                                      | Buonareddita fl. 1215                                | Buonareddita fl. 1215                                     |                                                          |                                             |                                               |                                               | Bellincione *~XII secolo/XIII secolo †~1269/1271                                                    | Bellincione *~XII secolo/XIII secolo †~1269/1271                                                    |                     |                               |                               |                         |                                                                              |                                                                              |                    |                                                         |                                                         |                       | Bello *? †?           | Bello *? †?         |                     |                        |                        |
|                   |                   |                      |                      |                    |                    |                                                             |                                                             |                    |                    |                                                      |                                                      |                                                           |                                                          |                                             |                                               |                                               | | |                     |                               |                               |                         |                                                                              |                                                                              |                    |                                                         |                                                         |                       |                       |                     |                     |                        |                        |
|                   |                   |                      |                      |                    |                    |                                                             |                                                             |                    |                    |                                                      |                                                      |                                                           |                                                          |                                             |                                               |                                               | | |                     |                               |                               |                         |                                                                              |                                                                              |                    |                                                         |                                                         |                       |                       |                     |                     |                        |                        |
|                   |                   |                      |                      |                    |                    |                                                             |                                                             |                    |                    |                                                      | Bonsignore fl. 1240                                  | Bonsignore fl. 1240                                       | Brunetto fl. 1260/1278                                   | Brunetto fl. 1260/1278                      | Bello fl. 1277                                | Bello fl. 1277                                | Alighiero II fl. 1239/1240 † post 1283 1 ⚭ Bella degli Abati *? †~1270/1275 2 ⚭ Lapa Cialuffi *? †? | Alighiero II fl. 1239/1240 † post 1283 1 ⚭ Bella degli Abati *? †~1270/1275 2 ⚭ Lapa Cialuffi *? †? | Gherardo fl. 1277   | Gherardo fl. 1277             | Brunetto *? † post 1259       | Brunetto *? † post 1259 |                                                                              |                                                                              |                    | Cenni fl. 1277                                          | Cenni fl. 1277                                          | Cione *? †?           | Cione *? †?           | Geri *? † post 1276 | Geri *? † post 1276 | Gualfreduccio fl. 1237 | Gualfreduccio fl. 1237 |
|                   |                   |                      |                      |                    |                    |                                                             |                                                             |                    |                    |                                                      |                                                      |                                                           |                                                          |                                             |                                               |                                               | | |                     |                               |                               |                         |                                                                              |                                                                              |                    |                                                         |                                                         |                       |                       |                     |                     |                        |                        |
|                   |                   |                      |                      |                    |                    |                                                             |                                                             |                    |                    |                                                      |                                                      |                                                           |                                                          |                                             |                                               |                                               | | |                     |                               |                               |                         |                                                                              |                                                                              |                    |                                                         |                                                         |                       |                       |                     |                     |                        |                        |
|                   |                   |                      |                      |                    |                    | 1 Tana (Gaetana) *~1260 † post 1320 ⚭ Lapo Riccomanni *? †? | 1 Tana (Gaetana) *~1260 † post 1320 ⚭ Lapo Riccomanni *? †? | 1 ? ⚭ Leone Poggi  | 1 ? ⚭ Leone Poggi  | 1 Dante *1265 †1321 ⚭ Gemma Donati *1266 † post 1332 | 1 Dante *1265 †1321 ⚭ Gemma Donati *1266 † post 1332 |                                                           |                                                          |                                             |                                               |                                               | | |                     |                               |                               |                         |                                                                              |                                                                              |                    | 2 Francesco *? † post 1332 ⚭ (1297) Piera Caleffi *? †? | 2 Francesco *? † post 1332 ⚭ (1297) Piera Caleffi *? †? | 2 altri quattro figli | 2 altri quattro figli | · "Del Bello"       | · "Del Bello"       |                        |                        |
|                   |                   |                      |                      |                    |                    |                                                             |                                                             |                    |                    |                                                      |                                                      |                                                           |                                                          |                                             |                                               |                                               | | |                     |                               |                               |                         |                                                                              |                                                                              |                    |                                                         |                                                         |                       |                       |                     |                     |                        |                        |
|                   |                   |                      |                      |                    |                    |                                                             |                                                             |                    |                    |                                                      |                                                      |                                                           |                                                          |                                             |                                               |                                               | | |                     |                               |                               |                         |                                                                              |                                                                              |                    |                                                         |                                                         |                       |                       |                     |                     |                        |                        |
| Eliseo †fanciullo | Eliseo †fanciullo | Alighiero †fanciullo | Alighiero †fanciullo | Gabriello fl. 1351 | Gabriello fl. 1351 | Jacopo *1289 †1348 ⚭ Teresa (o Jacopa) degli Alfani *? †?   | Jacopo *1289 †1348 ⚭ Teresa (o Jacopa) degli Alfani *? †?   |                    |                    | Imperia *? †? ⚭ Tano (Gaetano) Pantaleoni            | Imperia *? †? ⚭ Tano (Gaetano) Pantaleoni            |                                                           |                                                          |                                             | Pietro *1300 †1364 ⚭ Jacopa de' Salerni *? †? | Pietro *1300 †1364 ⚭ Jacopa de' Salerni *? †? | Antonia *1298/1299 † post 1350                                                                      | Antonia *1298/1299 † post 1350                                                                      | Bernardo ?          | Bernardo ?                    | Giovanni *? † post 1314       | Giovanni *? † post 1314 |                                                                              | Durante *? †?                                                                | Durante *? †?      | Iona *? †?                                              | Iona *? †?                                              | Martinella *? †?      | Martinella *? †?      |                     |                     |                        |                        |
|                   |                   |                      |                      |                    |                    |                                                             |                                                             |                    |                    |                                                      |                                                      |                                                           |                                                          |                                             |                                               |                                               | | |                     |                               |                               |                         |                                                                              |                                                                              |                    |                                                         |                                                         |                       |                       |                     |                     |                        |                        |
|                   |                   |                      |                      |                    |                    |                                                             |                                                             |                    |                    |                                                      |                                                      |                                                           |                                                          |                                             |                                               |                                               | | |                     |                               |                               |                         |                                                                              |                                                                              |                    |                                                         |                                                         |                       |                       |                     |                     |                        |                        |
|                   |                   |                      |                      |                    |                    | due figli                                                   | due figli                                                   | Alighiera *? †1387 | Alighiera *? †1387 | Gemma *? † post 1364                                 | Gemma *? † post 1364                                 | Lucia *? †1421                                            | Lucia *? †1421                                           | Dante II *? †1428                           | Dante II *? †1428                             | Antonia *? †1362                              | Antonia *? †1362                                                                                    | Elisabetta *? †1362                                                                                 | Elisabetta *? †1362 | Bernardo fl. 1405 † post 1421 | Bernardo fl. 1405 † post 1421 | Jacopo *? †?            | Jacopo *? †?                                                                 | · "Ser Franceschi"                                                           | · "Ser Franceschi" |                                                         |                                                         |                       |                       |                     |                     |                        |                        |
|                   |                   |                      |                      |                    |                    |                                                             |                                                             |                    |                    |                                                      |                                                      |                                                           |                                                          |                                             |                                               |                                               | | |                     |                               |                               |                         |                                                                              |                                                                              |                    |                                                         |                                                         |                       |                       |                     |                     |                        |                        |
|                   |                   |                      |                      |                    |                    |                                                             |                                                             |                    |                    |                                                      |                                                      |                                                           |                                                          |                                             |                                               |                                               | | |                     |                               |                               |                         |                                                                              |                                                                              |                    |                                                         |                                                         |                       |                       |                     |                     |                        |                        |
|                   |                   |                      |                      |                    |                    |                                                             |                                                             |                    |                    |                                                      |                                                      |                                                           | Leonardo fl. 1430 †1439 ⚭ Jacopa de' Verità              | Leonardo fl. 1430 †1439 ⚭ Jacopa de' Verità | Pietro *? †?                                  | Pietro *? †?                                  | | |                     |                               |                               |                         |                                                                              |                                                                              |                    |                                                         |                                                         |                       |                       |                     |                     |                        |                        |
|                   |                   |                      |                      |                    |                    |                                                             |                                                             |                    |                    |                                                      |                                                      |                                                           |                                                          |                                             |                                               |                                               | | |                     |                               |                               |                         |                                                                              |                                                                              |                    |                                                         |                                                         |                       |                       |                     |                     |                        |                        |
|                   |                   |                      |                      |                    |                    |                                                             |                                                             |                    |                    |                                                      |                                                      |                                                           |                                                          |                                             |                                               |                                               | | |                     |                               |                               |                         |                                                                              |                                                                              |                    |                                                         |                                                         |                       |                       |                     |                     |                        |                        |
|                   |                   |                      |                      |                    |                    |                                                             |                                                             |                    |                    |                                                      |                                                      |                                                           | Pietro III *~1425 †~1476 ⚭ Caterina Facino dei Monselice |                                             |                                               |                                               | | |                     |                               |                               |                         |                                                                              |                                                                              |                    |                                                         |                                                         |                       |                       |                     |                     |                        |                        |
|                   |                   |                      |                      |                    |                    |                                                             |                                                             |                    |                    |                                                      |                                                      |                                                           |                                                          |                                             |                                               |                                               | | |                     |                               |                               |                         |                                                                              |                                                                              |                    |                                                         |                                                         |                       |                       |                     |                     |                        |                        |
|                   |                   |                      |                      |                    |                    |                                                             |                                                             |                    |                    |                                                      |                                                      |                                                           |                                                          |                                             |                                               |                                               | | |                     |                               |                               |                         |                                                                              |                                                                              |                    |                                                         |                                                         |                       |                       |                     |                     |                        |                        |
|                   |                   |                      |                      |                    |                    |                                                             |                                                             |                    |                    |                                                      |                                                      | Dante III *? †1513/1514                                   | Dante III *? †1513/1514                                  | Jacopo III *1470 †1545                      | Jacopo III *1470 †1545                        |                                               | | |                     |                               |                               |                         |                                                                              |                                                                              |                    |                                                         |                                                         |                       |                       |                     |                     |                        |                        |
|                   |                   |                      |                      |                    |                    |                                                             |                                                             |                    |                    |                                                      |                                                      |                                                           |                                                          |                                             |                                               |                                               | | |                     |                               |                               |                         |                                                                              |                                                                              |                    |                                                         |                                                         |                       |                       |                     |                     |                        |                        |
|                   |                   |                      |                      |                    |                    |                                                             |                                                             |                    |                    |                                                      |                                                      |                                                           |                                                          |                                             |                                               |                                               | | |                     |                               |                               |                         |                                                                              |                                                                              |                    |                                                         |                                                         |                       |                       |                     |                     |                        |                        |
|                   |                   |                      |                      |                    |                    |                                                             |                                                             |                    |                    | Lodovico fl. 1526/1547 ⚭ Eleonora Bevilacqua         | Lodovico fl. 1526/1547 ⚭ Eleonora Bevilacqua         | Pietro IV *? † post 1547 ⚭ Teresa (Teodora) Frisoni       | Pietro IV *? † post 1547 ⚭ Teresa (Teodora) Frisoni      | Francesco *? †1562                          | Francesco *? †1562                            |                                               | | |                     |                               |                               |                         |                                                                              |                                                                              |                    |                                                         |                                                         |                       |                       |                     |                     |                        |                        |
|                   |                   |                      |                      |                    |                    |                                                             |                                                             |                    |                    |                                                      |                                                      |                                                           |                                                          |                                             |                                               |                                               | | |                     |                               |                               |                         |                                                                              |                                                                              |                    |                                                         |                                                         |                       |                       |                     |                     |                        |                        |
|                   |                   |                      |                      |                    |                    |                                                             |                                                             |                    |                    |                                                      |                                                      |                                                           |                                                          |                                             |                                               |                                               | | |                     |                               |                               |                         |                                                                              |                                                                              |                    |                                                         |                                                         |                       |                       |                     |                     |                        |                        |
|                   |                   |                      |                      |                    |                    |                                                             |                                                             |                    |                    |                                                      |                                                      | Ginevra *? †~1572 ⚭ (1549) Marco Antonio Serego *? †~1570 |                                                          |                                             |                                               |                                               | | |                     |                               |                               |                         |                                                                              |                                                                              |                    |                                                         |                                                         |                       |                       |                     |                     |                        |                        |
|                   |                   |                      |                      |                    |                    |                                                             |                                                             |                    |                    |                                                      |                                                      |                                                           |                                                          |                                             |                                               |                                               | | |                     |                               |                               |                         |                                                                              |                                                                              |                    |                                                         |                                                         |                       |                       |                     |                     |                        |                        |
|                   |                   |                      |                      |                    |                    |                                                             |                                                             |                    |                    |                                                      |                                                      |                                                           |                                                          |                                             |                                               |                                               | | |                     |                               |                               |                         |                                                                              |                                                                              |                    |                                                         |                                                         |                       |                       |                     |                     |                        |                        |
|                   |                   |                      |                      |                    |                    |                                                             |                                                             |                    |                    |                                                      |                                                      | · "Serego Alighieri"                                      |                                                          |                                             |                                               |                                               | | |                     |                               |                               |                         |                                                                              |                                                                              |                    |                                                         |                                                         |                       |                       |                     |                     |                        |                        |

```
Adamo degli Elisei discendente della Famiglia 
Imperiale Romana
 degli Anicii-
Frangipane (famiglia)
. (Alla 
Gens Anicia
 appartennero 
Petronio Massimo
 e 
Olibrio
 
Imperatori
, 
Severino Boezio
, 
Benedetto da Norcia
, 
Gregorio Magno
).
├─  Moronto degli Elisei
│   └─  da cui la Famiglia 
fiorentina
 soprannominata 
Morunci de Arco

├─  Eliseo I degli Elisei
│   └─  da cui la Famiglia 
fiorentina
 
Elisei

│       └─ Arrigo Elisei (v1268)
│          ├─  Bonaccorso I Elisei (v1268)
│          └─  Eliseo II Elisei (v1268)
│              ├─  Guidotto Elisei (v1280)
│              └─  Bonaccorso II Elisei (v1280 +1303), sp. Ravenna de' Nerli, fg. Catello de' Nerli
│                  ├─  Iacopo Elisei
│                  └─  Leonardo Elisei (v1372), sp. una Ademari
│                      ├─  Bonaccorso III Elisei (+~1400)
│                      └─  Eliseo III Elisei (+~1400)
└─ 
Cacciaguida
 degli Elisei (*
Firenze
 ~1091 +
Palestina
 ~1148), Cavaliere di 
Corrado III di Hoenstaufen
, Martire della Fede di Cristo, sp. una
    Aldighieri di 
Ferrara

    ├─  Preitenitto Elisei(v1189)
    │   └─  Buonareddita Elisei(v1215)
    │       └─  Bonsignore Elisei(v1240)
    └─ 
Alighiero I (Alaghiero) Alighieri
 degli Elisei (+
Firenze
 <1189 +>1201), da lui il cognome familiare divenne 
Alighieri
, sp. Aldighiera Berti de'
        Ravignani, fg. Bellincione Berti de' Ravignani, fg. Berti de' Ravignani
        ├─  
Bellincione Alighieri
 (*~1248 +~1269/1271), Cambiatore
        │   ├─  Brunetto Alighieri (v1260/1278)
        │   ├─  Bello Alighieri (v1277)
        │   ├─ 
Alighiero II (Aldighiero) Alighieri
 degli Elisei (v1260 +<1283), Cambiatore, sp.(1) 
Bella (Gabriella) degli Abati
 (+
Firenze
 ~1270/1275),
        │   │   fg. Durante degli Abati; sp.(2) (1275/1278) 
Lapa Cialuffi
, fg. 
Chiarissimo Cialuffi

        │   │   ├─  (1) Tana (Gaetana) Alighieri (*~1260 +>1320), sp. (~1275/<1281) Lapo Riccomanni
        │   │   ├─  (1) (donna) Alighieri, sp. Leone Poggi
        │   │   │   └─  Andrea Poggi
        │   │   ├─  (1) 
Dante Alighieri degli Elisei (Durante Alighieri degli Elisei)
 (*
Firenze
 1265 +
Ravenna
 1321), sp. (~1285) 
Gemma Donati
 (*
Firenze
 1266
        │   │   │   v1329 +<1332), fg. ser Manetto Donati, fg. (uomo) Donati, fg. messer Vinciguerra Donati
        │   │   │   ├─  Eliseo Alighieri (+ fanciullo)
        │   │   │   ├─  Alighiero Alighieri (+ fanciullo)
        │   │   │   ├─  Gabriello Alighieri (v1351)
        │   │   │   ├─ 
Pietro Alighieri
 (*
Firenze
 1300 +
Treviso
 1364), Magistrato a 
Vicenza
 e 
Treviso
, sp. Jacopa de' Salerni
        │   │   │   │   ├─  Alighiera Alighieri (+1387), Monaca
        │   │   │   │   ├─  Gemma Alighieri (+>1364), Monaca
        │   │   │   │   ├─  Lucia Alighieri (+1421), Monaca, Abbadessa (1402)
        │   │   │   │   ├─ 
Dante II Alighieri
 (+
Verona
 1428)
        │   │   │   │   │   ├─ 
Leonardo Alighieri
 (v1430 +1439), sp. Jacopa de' Verità
        │   │   │   │   │   │   └─ 
Pietro III Alighieri
 (*~1425 v1468 +~1476), sp. Caterina Facino dei Monselice
        │   │   │   │   │   │       ├─ 
Dante III Alighieri
 (+
Mantova
 1513/14), Podestà di 
Peschiera
 (1498), Provveditore del Comune di
Verona

        │   │   │   │   │   │       │   (1502), Vicario della Casa dei Mercanti (1504), Provveditore della Sanità (1505)
        │   │   │   │   │   │       │   ├─ 
Ludovico Alighieri
 (v1526/1547), sp. Eleonora Bevilacqua
        │   │   │   │   │   │       │   ├─ 
Pietro IV Alighieri
 (+<1547), Vicario della Casa dei Mercanti di 
Verona
 (1526), Provveditore
        │   │   │   │   │   │       │   │   del Comune di 
Verona
 (1528, 1536 e 1539), sp. Teresa (Teodora) Frisoni (*
Verona
)
        │   │   │   │   │   │       │   │   └─ 
Ginevra Alighieri
 (+~1572), sp. (1549) Conte Marco Antonio Serego (+
Verona
 >1570)
        │   │   │   │   │   │       │   │       └─  i figli assunsero il cognome di 
Serego Alighieri
, discendenza non estinta con i
        │   │   │   │   │   │       │   │           seguenti titoli: Conti, Conti del 
Sacro Romano Impero
, Nobili di 
Verona
, Nobili di
        │   │   │   │   │   │       │   │           
Mantova
, Patrizi 
fiorentini
 (titoli riconosciuti nel 1905)
        │   │   │   │   │   │       │   │           └─  ...
        │   │   │   │   │   │       │   │
        │   │   │   │   │   │       │   └─ 
Francesco Alighieri
 (+
Verona
 1562), latinista e studioso di antiquarie,
        │   │   │   │   │   │       │   │                   Canonico della 
Cattedrale di Verona
. Figlie illegittime:
        │   │   │   │   │   │       │   │                   ├─  Aligera Alighieri
        │   │   │   │   │   │       │   │                   ├─  Cornelia Alighieri
        │   │   │   │   │   │       │   │                   └─  Ortensia Serego Alighieri
        │   │   │   │   │   │       └─ 
Jacopo III Alighieri
 (1470-1545)
        │   │   │   │   │   └─  Pietro Alighieri
        │   │   │   │   ├─  Antonia Alighieri (+1362)
        │   │   │   │   ├─  Elisabetta Alighieri (+1362)
        │   │   │   │   ├─  Bernardo Alighieri (v1405 +<1421), Notaio
        │   │   │   │   └─  Jacopo Alighieri
        │   │   │   ├─  Imperia Alighieri, sp. Tano (Gaetano) Pantaleoni
        │   │   │   ├─ 
Jacopo Alighieri
 (*Firenze 1289 +1348), Canonico a 
Verona
 (1326), sp. Teresa o Jacopa degli Alfani, fg. Bigliotto
        │   │   │   │   degli Alfani
        │   │   │   │   ├─  (uomo) Alighieri
        │   │   │   │   └─  (donna) Alighieri
        │   │   │   ├─  
Antonia Alighieri
 (*1298/1299 +>1350), Suor "Beatrice" a 
Ravenna

        │   │   │   ├─  Bernardo Alighieri (?)
        │   │   │   └─  Giovanni Alighieri (+>1314)
        │   │   ├─  (2) 
Francesco Alighieri
 (+>1332), sp. (1297) Piera Caleffi, fg. Donato Caleffi, fg. Brunaccio Caleffi
        │   │   │   ├─  Durante Alighieri
        │   │   │   │   └─  da cui la Famiglia 
fiorentina
 
Ser Franceschi

        │   │   │   ├─  Iona Alighieri
        │   │   │   └─  Martinella Alighieri
        │   │   ├─  (2) (???) Alighieri
        │   │   ├─  (2) (???) Alighieri
        │   │   ├─  (2) (???) Alighieri
        │   │   └─  (2) (???) Alighieri
        │   ├─  Bello Alighieri (v1277)
        │   ├─  Gherardo Alighieri (+>1277)
        │   └─  Brunetto Alighieri (+>1259)
        ├─  Bello Alighieri, Cavaliere, Dottore in Legge
        │   └─  da cui la Famiglia 
fiorentina
 
del Bello Alighieri

        │       └─ 
Geri del Bello
 (+>1276 ucciso)
        └─  Salvi Alighieri (?)
         
         legenda
          :* = nato a/nel...
          :+ = morto a/nel...
          :v = vivo nel...
          :< = prima del...
          :> = dopo del...
          :~ = circa nel...
          :/ = dal... al...
          :sp. = sposa
          :(1) = 1° matrimonio
          :(2) = 2° matrimonio
          :(?) = dubbio sull'esistenza
          :└─  = figlio derivante da...
          :fg. = figlio di...
          :(uomo) = nominativo sconosciuto
          :(donna) = nominativo sconosciuto
          :(???) = nominativo e sesso sconosciuto
```

## Armoriale della famiglia Alighieri
La famiglia Alighieri possedeva uno stemma antico partito d’oro e di nero, alla fascia attraversante d’argento, la cui origine risaliva all’arma di Cacciaguida. Questo emblema araldico fu mutato nel XV secolo con altro d’azzurro, al semivolo levato d’oro.
| Stemma | Blasonatura | Famiglia                            | Fonti |
| ------ | --- | ----------------------------------- | --- |
|        | trinciato di azzurro e di rosso | Frangipani                          | - Borghini, "Discorsi", Viviani, Firenze, 1755, in 8° - Pietro Fraticelli, "Storia della vita di Dante Alighieri", G. Barbera Editore, Firenze, 1861 - Carlo Padiglione, "L'arme di Dante Alighieri", Nobile, Napoli, 1865 |
|        | partito di rosso e di azzurro, con una banda d'argento dentellata | Alighieri                           | - Mugnos, "Teatro della Nobiltà del Mondo", De Bonis, Napoli, 1680, in 4° - Carlo Padiglione, "L'arme di Dante Alighieri", Nobile, Napoli, 1865 - Conte Zapata de Cisneros |
|        | partito di rosso e di azzurro, con fascia in divisa d'argento | Alighieri                           | - Giovanni Boccaccio, "Num. 3199", Codice Vaticano, Roma - Baldelli, "Vita del Boccacci", Carli - Giardetti, Firenze, 1806, in 8° - Carlo Padiglione, "L'arme di Dante Alighieri", Nobile, Napoli, 1865 - Audin de Rians - Colomb de Batines |
|        | spaccato di azzurro e di rosso, con una banda d'argento | Alighieri                           | - Borghini, "Discorsi", Viviani, Firenze, 1755, in 8° - Pietro Fraticelli, "Storia della vita di Dante Alighieri", G. Barbera Editore, Firenze, 1861 - Carlo Padiglione, "L'arme di Dante Alighieri", Nobile, Napoli, 1865 |
|        | partito di oro e di nero, con fascia in divisa d'argento | Alighieri (ascendenti fino a Dante) | - AA.VV., "Libro d'Armi", Firenze, 1302 - Cosimo della Rena, "Libro d'Armi", Archivio Segreto di Palazzo Vecchio, Firenze, 1666 - AA.VV., "Prose, e Rime Liriche edite ed inedite di Dante Alighieri", Zatta, Venezia, 1763, in 4° - Bouton, "Nouveau traite de Blason ou Science des Armoiries", Claye, Parigi, 1803, in 8° - Marchese Dequeux de Saint-Hilaire, "Le Héraut d'armes", Claye, Parigi, 1803, in 8° - Litta, Famiglie celebri italiane, Giusti, Milano, 1819, in folio - Blanc, "Allgemeine Encyclopaedie der Wissenschaften und Künste in alphabelischer folge von genannten schriftstellern bearbeitet und herausgegeben von I.S. Ersch und I.G. Gruber", Ruff, Halle, 1832, in 4° - Pietro Fraticelli, "Storia della vita di Dante Alighieri", G. Barbera Editore, Firenze, 1861 - Carlo Padiglione, "L'arme di Dante Alighieri", Nobile, Napoli, 1865 - Missirini - Pelli - Torri |
|        | di azzurro con mezzo volo destro spiegato d'oro oppure ala di oro in campo azzurro | Alighieri (discendenti di Dante)    | - Maffei, "Verona Illustrata", Parte II, Vallarsi e Berno, Verona, 1732, in folio - Bayle, "Dictíonnaire Historique et Critique", Wetstein et Chatelain, Amsterdam, 1740, in folio - Litta, Famiglie celebri italiane, Giusti, Milano, 1819, in folio - Blanc, "Allgemeine Encyclopaedie der Wissenschaften und Künste in alphabelischer folge von genannten schriftstellern bearbeitet und herausgegeben von I.S. Ersch und I.G. Gruber", Ruff, Halle, 1832, in 4° - Knight, "The Penny Cyclopaedia of the Society for the diffusion of useful Knowledge", Clowes, Londra, 1837, in 4° - Filelfo - Pietro Fraticelli, "Storia della vita di Dante Alighieri", G. Barbera Editore, Firenze, 1861 - Carlo Padiglione, "L'arme di Dante Alighieri", Nobile, Napoli, 1865 - Missirini - Pelli - Rossetti - Scolari - Torri - Vellutello                                                                |
|        | ala nera in campo d'argento | Alighieri                           | - Zazzera, "Della Nobiltà d'Italia", Tomo II, Beltrano, Napoli, 1628, in 4° - Carlo Padiglione, "L'arme di Dante Alighieri", Nobile, Napoli, 1865 |
|        | una o più ali | Frangipani Elisei Aligeri Alighieri | - Carlo Padiglione, "L'arme di Dante Alighieri", Nobile, Napoli, 1865 - Dolce - Landino |
|        | un'ala distesa di non si sa quale uccello | Frangipani Elisei Aligeri Alighieri | - Carlo Padiglione, "L'arme di Dante Alighieri", Nobile, Napoli, 1865 - Dionisi |
|        | bandato di rosso e d'oro, col Capo di rosso, sostenuto da una Divisa d'argento, caricato di due Leoni d'oro, contra-rampanti, e tenenti fra le zampe un Globo d'argento, crociato di rosso, ovvero un Pane d'argento, quasi in atto di frangerlo con le branche                       | Frangipane                          | - Zazzera, "Della Nobiltà d'Italia", Tomo II, Beltrano, Napoli, 1628, in 4° - Petra Sancta, "Tesserae Gentilitiae", Corbelletti, Roma, 1638, in 4° - Ginanni, "L'Arte del Blasone", Zerletti, Venezia, 1756, in 4° - Carlo Padiglione, "L'arme di Dante Alighieri", Nobile, Napoli, 1865 |
|        | lozangato d'oro e di azzurro | Elisei Frangipani Aligeri Alighieri | - Petra Sancta, "Tesserae Gentilitiae", Corbelletti, Roma, 1638, in 4° - Borghini, "Discorsi", Viviani, Firenze, 1755, in 8° - Carlo Padiglione, "L'arme di Dante Alighieri", Nobile, Napoli, 1865 |
|        | lozangato di azzurro e di oro spaccato di argento | Elisei Frangipani Aligeri Alighieri | - Pietro Fraticelli, "Storia della vita di Dante Alighieri", G. Barbera Editore, Firenze, 1861 - Carlo Padiglione, "L'arme di Dante Alighieri", Nobile, Napoli, 1865 |
|        | d'argento con la Croce vuota d'azzurro | Alighieri Aldighieri                | - Pietro Fraticelli, "Storia della vita di Dante Alighieri", G. Barbera Editore, Firenze, 1861 - Carlo Padiglione, "L'arme di Dante Alighieri", Nobile, Napoli, 1865 - Pelli |
|        | il primo e quarto di oro con l'Aquila spiegata di argento, imbeccata, membrata, armata e coronata del medesimo; il secondo e terzo di argento, con una fontana di nero scorrente con cinque zampilli di azzurro; e sopra il tutto uno scudetto d'azzurro, con un leone d'oro rampante | Aldigieri da Fontana (Ferrara)      | - Maresti, "Raccolta dell'Armi Antiche, e Moderne de' Nobili Ferraresi. Con l'origine loro in hora trovate", Ferrara, 1689, in 4° - Carlo Padiglione, "L'arme di Dante Alighieri", Nobile, Napoli, 1865 |
|        | campo di oro con tre fasce di rosso | Aldigieri (Parma)                   | - Mugnos, "Teatro della Nobiltà del Mondo", De Bonis, Napoli, 1680, in 4° - Carlo Padiglione, "L'arme di Dante Alighieri", Nobile, Napoli, 1865 |

### Sui Serego Alighieri
- A. Cartolari, Cenni sopra varie famiglie illustri di Verona, Forni, 1855
- Pietro Di Serego-Allighieri, Dei Seratico e dei Serego-Allighieri: cenni storici, Seb. Franco e figli, 1865
- Bartolomeo Borghesi, Lettera alla contessa Annetta Serego Alighieri nata Schio, sullo stemma del divino poeta, 1864
- Giovanni Gozzadini, Giosuè Carducci, Maria Teresa di Serego-Allighieri Gozzadini, N. Zanichelli, 1884
- Giuseppe Biadego, Cortesia Serego e il matrimonio di Lucia della Scala, Franchini, Gaetano (tip.), 1903
- Paolo Gaspari, Terra patrizia: aristocrazie terriere e società rurale in Veneto e Friuli: patrizi veneziani, nobili e borghesi nella formazione dell'etica civile delle élites terriere: 1797-1920, Gaspari, 1993
- Lara Pavanetto, Raffaella Benetti, L'onore e la legge. 1592. Il processo a Ginevra Serego Alighieri. La leggenda di Ginevra. Monologo teatrale, Lampi di Stampa, 2010